# بی‌بی‌سی نیوز
بی‌بی‌سی نیوز (به انگلیسی: BBC News) بخشی از سازمان رادیو و تلویزیون بریتانیا (BBC) است که مسئول جمع‌آوری و پخش اخبار و رویدادهای جاری در بریتانیا و سراسر جهان است. این بخش بزرگ‌ترین سازمان خبری رسانه‌ای در جهان محسوب می‌شود و روزانه حدود ۱۲۰ ساعت محتوای رادیویی و تلویزیونی تولید می‌کند، علاوه بر این، پوشش خبری آنلاین نیز ارائه می‌دهد. این سازمان بیش از ۵۵۰۰ خبرنگار دارد که در بخش‌های مختلف فعالیت می‌کنند، از جمله بیش از ۲۵۰ خبرنگار خارجی که در ۵۰ دفتر خبری بین‌المللی مستقر هستند. دبورا ترنس از سپتامبر ۲۰۲۲ به عنوان مدیرعامل بخش اخبار و رویدادهای جاری فعالیت می‌کند.
در سال ۲۰۱۹، گزارشی از سوی سازمان آفکام نشان داد که بی‌بی‌سی در فاصله آوریل ۲۰۱۸ تا مارس ۲۰۱۹ حدود ۱۳۶ میلیون پوند برای بخش اخبار هزینه کرده است. بخش‌های خبری داخلی، جهانی و آنلاین بی‌بی‌سی نیوز در بزرگ‌ترین اتاق خبر زنده اروپا واقع در «برادکاستینگ هاوس» در مرکز لندن مستقر هستند. پوشش اخبار پارلمانی نیز از استودیوهای لندن تولید و پخش می‌شود. از طریق بخش «بی‌بی‌سی مناطق انگلیسی» (BBC English Regions)، این سازمان مراکز منطقه‌ای در سراسر انگلستان و مراکز خبری ملی در ایرلند شمالی، اسکاتلند و ولز دارد. همه این مناطق و کشورها برنامه‌های خبری محلی خود را تولید می‌کنند، علاوه بر این، برنامه‌های مربوط به رویدادهای جاری و ورزشی نیز ارائه می‌دهند.
بی‌بی‌سی یک سازمان نیمه‌خودمختار است که بر اساس منشور سلطنتی تأسیس شده و به‌صورت عملیاتی مستقل از دولت فعالیت می‌کند.
این شرکت در ۴۴ دفتر خارجی و ۲۴۰ کشور جهان خبرنگار دارد. از سال ۲۰۰۴ تاکنون هلن بوآدن مدیریت این مجموعه را در اختیار دارد.
بودجه سالانه بی‌بی‌سی نیوز ۳۵۰ میلیون پوند است که صرف مخارج ۳۵۰۰ کارمند که ۲۰۰۰ نفر آن خبرنگار هستند برای تهیه و تولید خبر می‌شود.
بی‌بی‌سی نیوز در سه زمینه تلویزیون، رادیو و آنلاین فعالیت می‌کند.

## برخورد دیگر دولت‌ها
گزارشگران و برنامه‌های خبری بی‌بی‌سی در حال حاضر و در گذشته در چندین کشور به دلیل پوشش خبری نامساعد برای دولت‌های حاکم، ممنوع شده‌اند. به عنوان مثال، خبرنگاران بی‌بی‌سی توسط رژیم آپارتاید سابق آفریقای جنوبی ممنوع شدند. همچنین بی‌بی‌سی در زیمبابوه تحت حکومت موگابه به مدت هشت سال به عنوان یک سازمان تروریستی ممنوع اعلام شد و پس از انتخابات سال ۲۰۰۸، بیش از یک سال طول کشید تا دوباره اجازه فعالیت پیدا کند.
بی‌بی‌سی در برمه (به طور رسمی میانمار) پس از پوشش و تفسیر اعتراضات ضد دولتی در سپتامبر ۲۰۰۷ ممنوع شد. این ممنوعیت چهار سال بعد در سپتامبر ۲۰۱۱ لغو شد. موارد دیگر شامل ازبکستان، چین، و پاکستان بوده است. بی‌بی‌سی فارسی، سایت خبری فارسی زبان بی‌بی‌سی، در سال ۲۰۰۶ از اینترنت ایران مسدود شد. وب‌سایت بی‌بی‌سی نیوز در مارس ۲۰۰۸ دوباره در چین در دسترس قرار گرفت، اما از اکتبر ۲۰۱۴ دوباره مسدود شد.
در ژوئن ۲۰۱۵، دولت رواندا پس از پخش یک مستند جنجالی در مورد نسل‌کشی رواندا در سال ۱۹۹۴ با عنوان «داستان ناگفته رواندا» که در ۱ اکتبر ۲۰۱۴ از بی‌بی‌سی دو پخش شد، ممنوعیت نامحدودی بر پخش برنامه‌های بی‌بی‌سی اعمال کرد. وزارت امور خارجه بریتانیا «آسیب ناشی از برخی بخش‌های این مستند در رواندا» را به رسمیت شناخت.
در فوریه ۲۰۱۷، گزارشگران بی‌بی‌سی (و همچنین دیلی میل، نیویورک تایمز، پلیتیکو، سی‌ان‌ان و دیگران) از حضور در یک جلسه توجیهی کاخ سفید ایالات متحده محروم شدند.
در سال ۲۰۱۷، بی‌بی‌سی هند به مدت ۵ سال از پوشش همه پارک‌های ملی و پناهگاه‌های حیات وحش در هند ممنوع شد. پس از لغو مجوز پخش سی‌جی‌تی‌ان در بریتانیا توسط Ofcom در ۴ فوریه ۲۰۲۱، چین نیز پخش بی‌بی‌سی نیوز در چین را ممنوع کرد.